# Céline Dept
Céline Dept (* 8. Dezember 1999 in Ostende, Belgien) ist eine belgische Webvideoproduzentin und Influencerin, die auf YouTube und TikTok aktiv ist.
Sie ist die erste Belgierin, die 10 Millionen Abonnenten auf YouTube erreichte. Sie begann im April 2019, Videos auf TikTok hochzuladen, und hatte im Januar 2020 mit rund 2,7 Millionen Followern die höchste Anzahl an TikTok-Followern aller belgischen Influencer. Sie erreichte im Juli 2025 50 Millionen Abonnenten auf YouTube. Außerdem betreibt sie zusammen mit ihrem Partner und Influencer Michiel Callebaut den YouTube-Kanal Celine & Michiel, mit dem sie 2022 in einem Film auftrat. Dept ist bekannt für ihre Videos über Fußball, Tänzen, Lippensynchronisation und Pranks. Sie wurde zudem von verschiedenen Marken gesponsert wie z. B. Mercedes-Benz und startete 2022 ihre eigene Modelinie.

## Frühe Lebensjahre
Céline Dept wurde am 8. Dezember 1999 in Ostende, Provinz Westflandern, Belgien, geboren. Bevor sie mit ihrer Tätigkeit als Influencerin startete, war sie Fußballspielerin für Vereine wie Cercle Brügge. Laut einem Interview mit der Zeitschrift Knack begann sie 2015 in der zweiten Mannschaft des Vereins in der Frauenliga zu spielen, bevor diese im Sommer 2018 in die erste Provinzliga abstieg.

## Karriere in den sozialen Medien
Dept begann im April 2019 Videos auf TikTok hochzuladen. Sie gab an, dass sie von ihrem Partner und YouTuber Michiel Callebaut inspiriert wurde, Videos zu machen, und kommentierte: „Zuerst war alles nur zum Spaß, aber plötzlich ging es super schnell und ich war damit vollzeitig beschäftigt.“ Ihre Videos bestehen hauptsächlich aus Tänzen, Lippensynchronisationen, Fußball und Pranks. Daraufhin erhielt ihr TikTok-Konto Sponsoring von verschiedenen Marken, beispielsweise ein kostenloses Auto von einem Mercedes-Benz-Händler. 2019 startete sie außerdem mit Callebaut den YouTube-Kanal Celine & Michiel (CEMI).
Im Januar 2020 hatte sie über 2,7 Millionen Follower auf TikTok und wurde damit zum meistgefolgten Account in Belgien. Einen Monat später fand ihr erstes Meet-and-Greet in der Nähe von Mechelen im Wissenschaftsmuseum Technopolis statt, das die Aufmerksamkeit der Medien erregte, da auf der nahegelegenen Autobahn aufgrund der Anwesenheit hunderter Fans einen Verkehrsstau verursacht wurde.
Im Januar 2021 kritisierte die Tierrechtsorganisation GAIA Dept und Callebaut, nachdem sie ein Video veröffentlicht hatten, in dem sie einen Chow-Chow kauften, der laut der Organisation aus einer Welpenfabrik stammte. Dept entschuldigte sich daraufhin dafür und behauptete, dass sie zuvor nicht gewusst hatte, was eine Welpenfabrik sei.
Im Jahr 2022 startete sie eine Modelinie namens CEMI. Am 26. Oktober 2022 debütierte sie als Hauptdarstellerin neben ihrem Partner Michiel Callebaut in ihrem eigenen Film namens Rewind, der in belgischen Kinos und beim flämischen Streamingdienst Streamz veröffentlicht wurde. Im Mai 2023 startete sie einen eigenen YouTube-Kanal. Drei Monate später erreichte sie als erste Belgierin 10 Millionen Abonnenten auf YouTube. Auf ihrem Kanal waren berühmte Fußballer wie Gareth Bale, Neymar, Eden Hazard, Romelu Lukaku, Kylian Mbappé und Erling Haaland zu sehen. Zudem forderte sie weitere Spieler des Juventus Turin, Manchester City, u. a. Bernado Silva und Jérémy Doku, FC Chelsea und Paris Saint-Germain, wie etwa Vitinha oder Lee Kang-in, heraus und war bei der Preisverleihung des Ballon d’Or 2023 anwesend. Dept und Callebaut wurden 2023 gemeinsam für das Buch Tiktok Academy des Medienjournalisten Jonas Lips interviewt, wo sie Ratschläge zur Erstellung von Trendinhalten für soziale Medien gaben.
Im März 2024 führte Celine und ihr Partner Michiel die Fußballmannschaft „Creators FC“, die aus belgischen Influencern bestand, im sogenannten ersten „Youtube-Interland“ gegen ein Team niederländischer Influencer an, wobei der Erlös des Spiels einer Wohltätigkeitsorganisation für krebskranke Kinder zugutekam. Am 28. Juni 2024 trat sie in einem Livestream des US-amerikanischen Influencers IShowSpeed auf, in dem sie ihn bei seiner Tour durch Brüssel begleitete.

## Auszeichnungen
Die Gala der Goldenen K's (nl. Het gala van de gouden K’s)
- 2020: Nominierung als cooles Mädchen des Jahres
- 2021: Nominierung als TikTok-Star des Jahres

De Jamies
- 2020:  Nominierung als beste TikTok-Influencerin

Nickelodeon Kids’ Choice Awards
- 2021: Nominierung als belgischer Favorite Star

## Filmografie

### Schauspielerin
- 2022: Rewind

### Selbstveröffentlichte Werke
- Céline Dept, Michiel Callebaut: CEMI - CEMI Doeboek. Horizon, 2022, ISBN 978-94-6410-352-6 (niederländisch).
- Céline Dept, Michiel Callebaut: CEMI - CEMI Doeboek 2. Horizon, 2023, ISBN 978-94-6410-351-9 (niederländisch).
- Céline Dept, Michiel Callebaut: CEMI - Céline vs. Michiel. Horizon, 2023, ISBN 978-94-6410-002-0 (niederländisch).
- Céline Dept, Michiel Callebaut: Friends forever – CEMI vriendschapsboekje. Horizon, 2024, ISBN 978-94-6410-002-0 (niederländisch).

### Externe Werke
- Jonas Lips: Tiktok Academy: Haal het beste uit Tiktok voor jouw brand. Lannoo Meulenhoff, 2023, ISBN 978-94-014-9372-7 (niederländisch).